# Jan de Beer (kunstschilder)

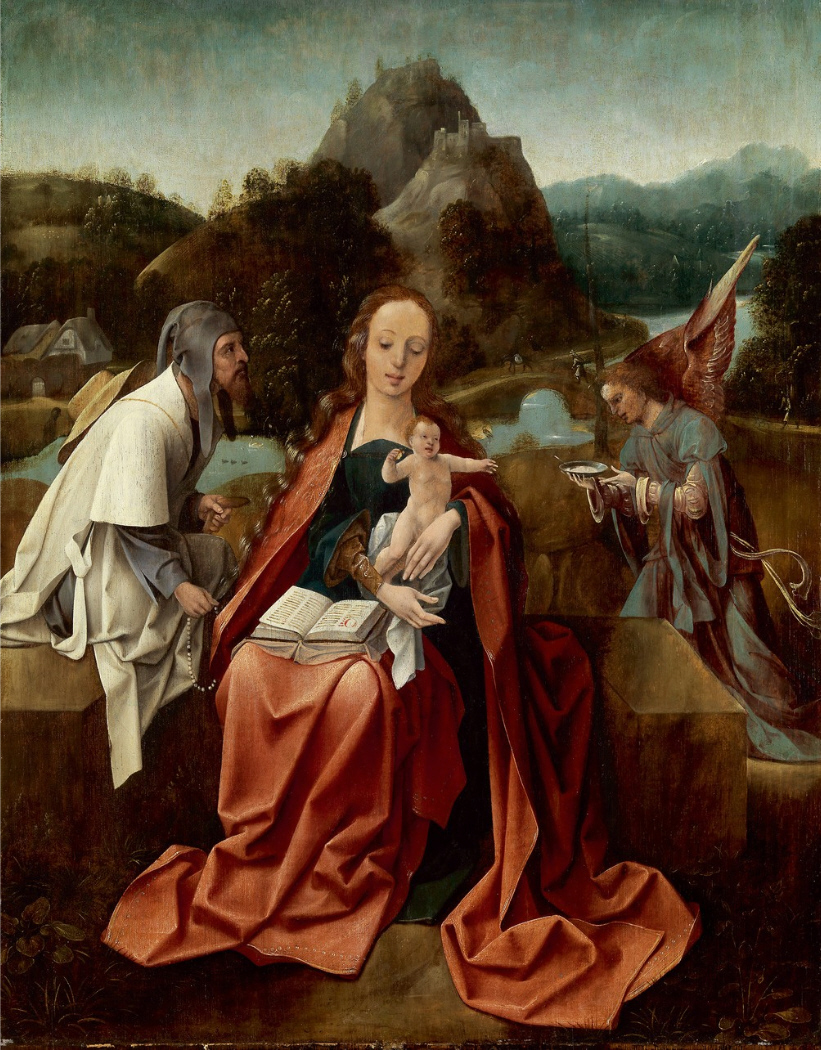
Madonna met Kind, pelgrim en engel, privécollectie

Jan de Beer (waarschijnlijk Antwerpen, circa 1475 – aldaar, voor 10 november 1528) was een Brabants kunstschilder. Hij wordt gerekend tot de Antwerpse maniëristen en was een van de exponenten van die groep Antwerpse schilders uit het eerste kwart van de zestiende eeuw. Hij is de enige Antwerpse maniërist die door Lodovico Guicciardini in zijn overzicht van de kunstenaars uit de Nederlanden werd vermeld naast schilders als Quinten Massijs, Joachim Patinir en Joos van Cleve, maar 20 jaar later was hij zo goed als vergeten.

## Biografie
Jan de Beer werd omstreeks 1475 geboren in Antwerpen of in de omgeving van de stad, als zoon van de schilder Claes de Beer. Hij ging in 1490 in de leer bij Gilles van Everen en werd in 1504 ingeschreven als vrijmeester in het Sint-Lucasgilde in de Scheldestad. In 1508 trad hij in het huwelijk met Katline Weygers en ze betrokken het pand in 'De Gulden Scryne' op het Kipdorp te Antwerpen. Ze hadden een zoon Arnould de Beer die ook schilder werd en glasramen ontwierp.
In 1510 en 1513 werden volgens de liggeren van het gilde leerlingen aangenomen door Jan de Beer. In 1509 werd hij verkozen tot voorman en in 1515 werd hij aangesteld tot deken van het Antwerpse Sint-Lucasgilde. In dat jaar werkte hij mee aan de decoraties voor de feestelijke intrede van Karel V in Antwerpen. In 1516 nam Jan de Beer een leerling aan uit Gent, een zekere Lieven van Male, wat aantoont dat de reputatie van De Beer ook buiten Antwerpen gevestigd was, te meer gezien het feit dat Lieven van Male al in 1516 geregistreerd was als vrijmeester in het Gentse gilde. Na 1519 komt zijn naam niet meer voor in de liggeren tot in 1528, wanneer in een aantekening van 10 november zijn overlijden werd gemeld.
Het was Georges Hulin de Loo die Jan de Beer identificeerde als auteur van een schets met studies van hoofden in het British Museum te Londen en het verband legde met de Jan de Beer die vermeld werd in de liggeren van het Sint-Lucasgilde.

## Werk
De Beer wordt gerekend tot de Antwerpse maniëristen, een groep kunstschilders die voortbouwden op de traditionele vijftiende-eeuwse Vlaamse schilderkunst, maar in hun werken geraffineerde, slanke, uitgerekte figuren in extravagante poses en met exotische kledij introduceerden, veelal in composities die werden gedomineerd door architectuur en ruïnes. Ze combineerden daarbij elementen van de late gotiek en de Italiaanse renaissance, met veel aandacht voor balans en symmetrie. De aandacht voor het naturalistische detail refereert nog naar Jan van Eyck en Robert Campin. Jan de Beer schilderde voornamelijk historische- en Bijbelse taferelen. Naast zijn schilderwerk was De Beer ook actief met het ontwerpen van tapijten en glasramen.
De Beers werken zijn vaak moeilijk te identificeren, mede omdat hij ze zelden signeerde. Er is echter één tekening bekend met zijn handtekening, Jan Henneken de Beer, namelijk: Vier mannenhoofden in het British Museum te Londen. Aan de hand van deze handtekening konden uiteindelijk een 25-tal schilderijen aan hem worden toegeschreven.

## Galerij

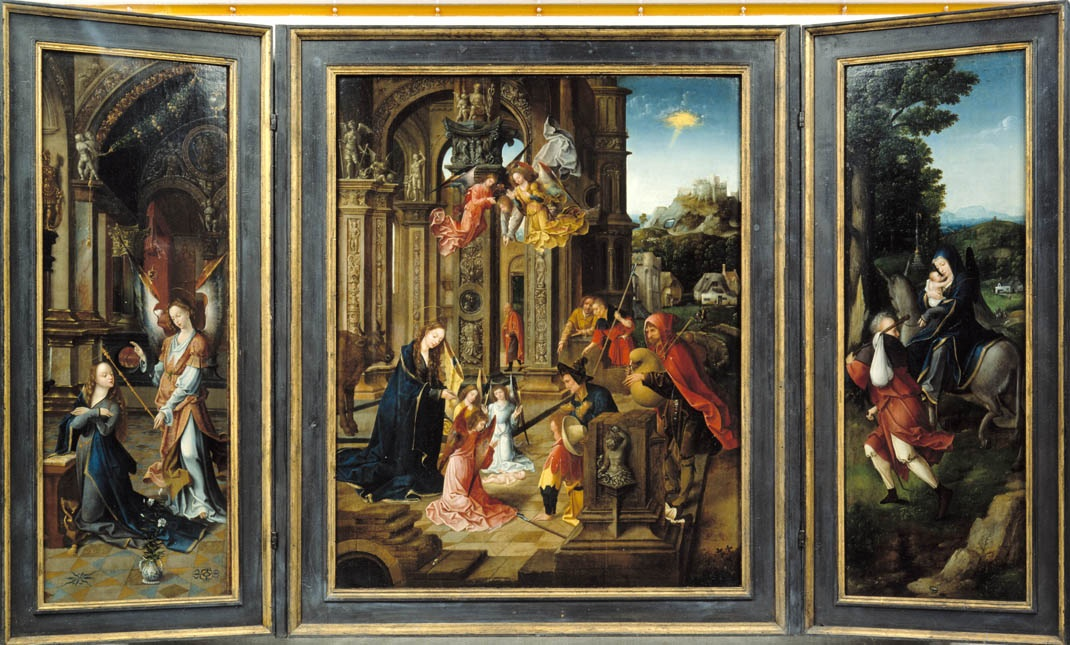
Annunciatie (links), Aanbidding door de herders (midden), Vlucht naar Egypte (rechts), Musée des beaux-arts de Montréal
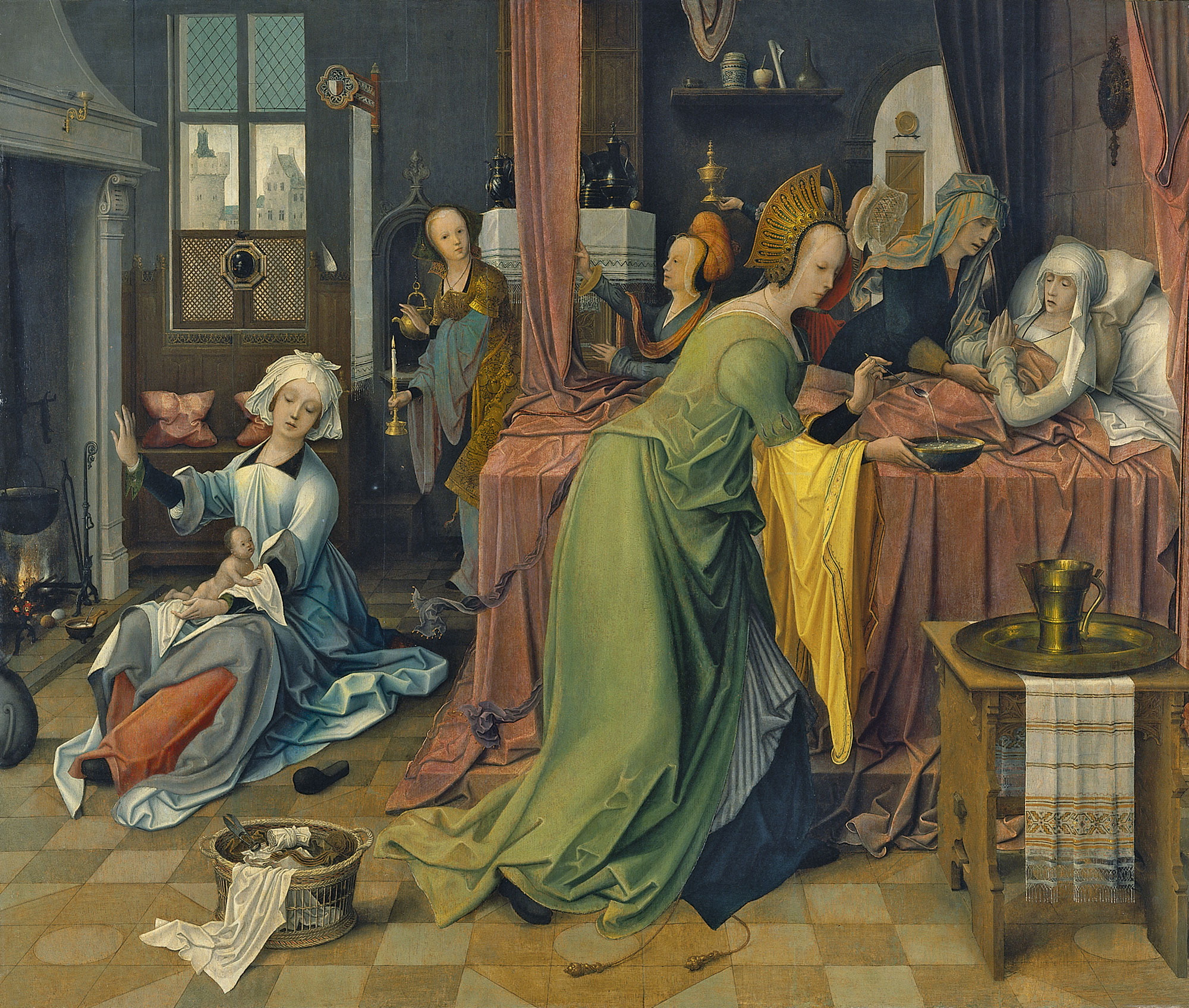
De geboorte van de maagd, Museo Thyssen-Bornemisza, Madrid
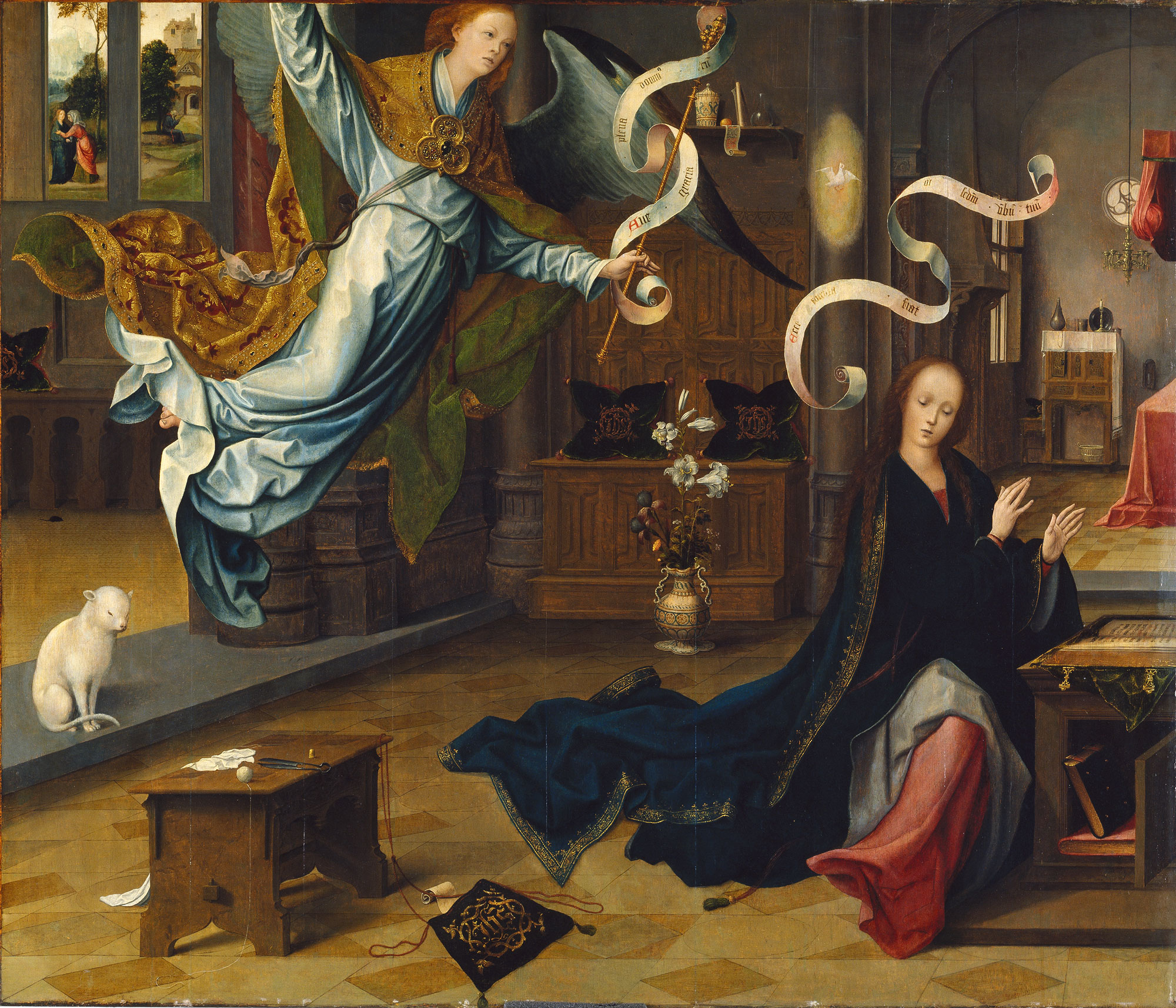
Annunciatie Museo Thyssen-Bornemisza, Madrid

## Werken
Hierbij enkele werken toegeschreven aan Jan de Beer.
- Bewening, Turnhout, Klooster van de Kanunnikessen van het H. Graf
- Keizer Heraclius onthoofdt koning Chosroë II van Perzië. In de achtergrond: keizer Heraclius verslaat de zoon van koning Chosroë, ca. 1520-1530, Parijs, Musée du Louvre.
- Geboorte van Christus met de aanbidding van de herders, ca. 1520-1525, Keulen, Wallraf-Richartz-Museum.
- Annunciatie, ca. 1515-1525, München, Alte Pinakothek.
- Geboorte (op de binnenzijde: Jozef met de bloeiende staf bij het altaar), 1515-1525, Birmingham, The Barber Institute.
- Aanbidding van de Wijzen (midden), de geboorte (links), de rust op de vlucht naar Egypte (rechts), 1515-1525, Milaan, Pinacoteca di Brera.
- Aanbidding van de Wijzen, 1515-1525, Parijs, Musée National du Moyen Âge.
- Kruisiging, 1515-1525, Munchen, Alte Pinakothek.
- H. Anna-te-Drieën met heiligen en een stichter, 1515-1525, Bourg-en-Bresse, Musée de l'Ain.
- Martelaarschap van de H. Sebastiaan, ca. 1520-1528, Wenen, Kunsthistorisches Museum.
- Martelaarschap van de H. Matthias, ca. 1520-1528, Wenen, Kunsthistorisches Museum
- De dans van Salome tijdens het banket van Herodes, Weimar (Thüringen), Stiftung Weimarer Klassik.
- Geboorte van Christus en de aanbidding van de herders (midden); de H. Felicitas (binnenzijde links); de H. Ursula (binnenzijde rechts); de H. Benedictus (buitenzijde links); de H. Bartholomeus (buitenzijde rechts), ca. 1520-1525, Keulen, Wallraf-Richartz-Museum.
- Bewening (midden), de H. Anna-te-Drieën (links), de H. Franciscus ontvangt de stigmata (rechts), ca. 1525, Berlijn, Gemäldegalerie (Staatliche Museen zu Berlin).